# 252 (число)
Вижте пояснителната страница за други значения на 252.
252 (двеста петдесет и две) е естествено, цяло число, следващо 251 и предхождащо 253.
Двеста петдесет и две с арабски цифри се записва „252“, а с римски – „CCLII“. Числото 252 е съставено от три цифри от позиционните бройни системи – 2 (две), 5 (пет).

## Общи сведения
- 252 е четно число.
- 252-рият ден от невисокосна година е 9 септември.
- 252 е година от Новата ера.